# Универзитет Макгил
Универзитет Макгил (енгл. McGill University, фр. Université McGill) - је један од најстаријих универзитета у Канади и један од водећих универзитета у свету. Основан 1821. године а отворен 1829. у Монтреалу (Квебек, Канада). Универзитет је добио име по оснивачу и донатору Шкоту Џејмсу Макгилу (енгл. James McGill, 1744-1813), имућном трговцу који је живео у Монтреалу почетком 19. века.

Универзитет МцГилл се сматра трећим најбољим канадским универзитетом на ранг листи главних универзитета у 2020. години. Према << US News & World Report> >>, универзитет је заузео треће место у Канади и 51. место на свету. Према << the Times Higher Education >>, универзитет је заузео треће место у Канади и 40. место у свету. Према << the Academic Ranking of World Universities >>, универзитет је заузео треће место у Канади и 78. место на свету.